# سوپر جام اروپا ۲۰۰۶

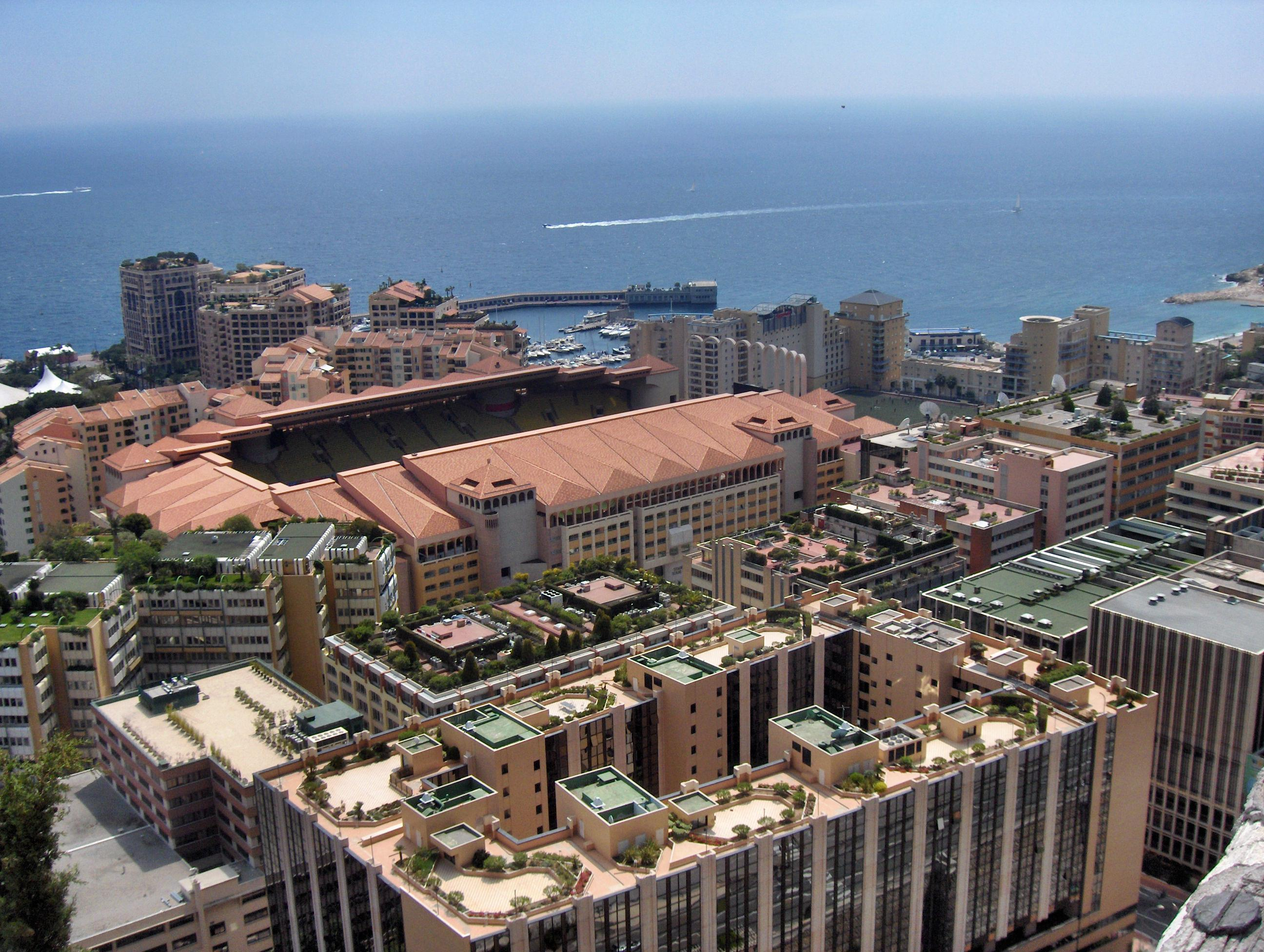
ورزشگاه لویی دوم محل برگزاری فینال - ۲۰۰۹

فینال سوپر جام اروپا ۲۰۰۶، رقابت پایانی سوپر جام اروپا است که مابین دو تیم باشگاه فوتبال سویا و باشگاه فوتبال بارسلونا در ورزشگاه لویی دوم، موناکو برگزار شده‌است.
این مسابقه که در تاریخ ۲۵ آگوست ۲۰۰۶ انجام شده‌است با نتیجه ۳ بر ۰ به سود باشگاه فوتبال سویا به پایان رسید.